# Tour of Beijing 2013
Il Tour of Beijing 2013, terza edizione della corsa, valido come ventottesima e ultima prova dell'UCI World Tour 2013, si svolse in cinque tappe dall'11 al 15 ottobre 2013 su un percorso di 835,5 km. Fu vinto dallo spagnolo Beñat Intxausti del Movistar Team, che concluse in 19h35'46" alla media di 42,63 km/h.
Al traguardo finale dello Stadio nazionale di Pechino 138 ciclisti completarono il tour.

## Tappe
| Tappa  | Data       | Percorso                                       | km    | Vincitore di tappa | Leader cl. generale |
| ------ | ---------- | ---------------------------------------------- | ----- | ------------------ | ------------------- |
| 1ª     | 11 ottobre | Shunyi > Huairou                               | 190,5 | Thor Hushovd       | Thor Hushovd        |
| 2ª     | 12 ottobre | Huairou > Yanqing                              | 201,5 | Nacer Bouhanni     | Nacer Bouhanni      |
| 3ª     | 13 ottobre | Yanqing > Qiandiajian                          | 176   | Nacer Bouhanni     | Nacer Bouhanni      |
| 4ª     | 14 ottobre | Yanqing > Mentougou Miaofeng Mountain          | 150,5 | Beñat Intxausti    | Beñat Intxausti     |
| 5ª     | 15 ottobre | Piazza Tienanmen > Stadio nazionale di Pechino | 117   | Luka Mezgec        | Beñat Intxausti     |
| Totale | Totale     | Totale                                         | 835,5 |                    |                     |

## Squadre e corridori partecipanti
| N.    | Cod. | Squadra                 |
| ----- | ---- | ----------------------- |
| 1-8   | OPQ  | Omega Pharma-Quickstep  |
| 11-18 | ALM  | AG2R La Mondiale        |
| 21-28 | AST  | Astana Pro Team         |
| 31-38 | BEL  | Belkin Pro Cycling Team |
| 41-48 | BMC  | BMC Racing Team         |
| 51-58 | CAN  | Cannondale Pro Cycling  |
| 61-68 | EUS  | Euskaltel-Euskadi       |
| 71-78 | FDJ  | FDJ.fr                  |
| 81-88 | GRS  | Garmin-Sharp            |
| 91-98 | KAT  | Katusha Team            |

| N.      | Cod. | Squadra            |
| ------- | ---- | ------------------ |
| 101-108 | LAM  | Lampre-Merida      |
| 111-118 | LTB  | Lotto-Belisol Team |
| 121-128 | MOV  | Movistar Team      |
| 131-138 | OGE  | Orica-GreenEDGE    |
| 141-148 | RLT  | RadioShack-Leopard |
| 151-158 | SKY  | Sky Procycling     |
| 161-168 | ARG  | Team Argos-Shimano |
| 171-178 | TST  | Team Saxo-Tinkoff  |
| 181-188 | VCD  | Vacansoleil-DCM    |
| 191-198 | CSS  | Champion System    |

## Dettagli delle tappe

### 1ª tappa
- 11 ottobre: Shunyi > Huairou – 190,5 km

Risultati
| Pos. | Corridore    | Squadra       | Tempo    |
| ---- | ------------ | ------------- | -------- |
| 1    | Thor Hushovd | BMC Racing    | 4h20'34" |
| 2    | Luka Mezgec  | Argos-Shimano | s.t.     |
| 3    | Nikolas Maes | Omega Pharma  | s.t.     |

| Pos. | Corridore      | Squadra       | Tempo    |
| ---- | -------------- | ------------- | -------- |
| 1    | Thor Hushovd   | BMC Racing    | 4h20'24" |
| 2    | Willem Wauters | Vacansoleil   | a 3"     |
| 3    | Luka Mezgec    | Argos-Shimano | a 4"     |

### 2ª tappa
- 12 ottobre: Huairou > Yanqing – 201,5 km

Risultati
| Pos. | Corridore       | Squadra       | Tempo    |
| ---- | --------------- | ------------- | -------- |
| 1    | Nacer Bouhanni  | FDJ.fr        | 4h59'49" |
| 2    | Roberto Ferrari | Lampre-Merida | s.t.     |
| 3    | Mitchell Docker | Orica-GreenE. | s.t.     |

| Pos. | Corridore      | Squadra       | Tempo    |
| ---- | -------------- | ------------- | -------- |
| 1    | Nacer Bouhanni | FDJ.fr        | 9h20'13" |
| 2    | Thor Hushovd   | BMC Racing    | s.t.     |
| 3    | Maxime Bouet   | AG2R La Mond. | a 1"     |

### 3ª tappa
- 13 ottobre: Mentougou > Yanqing > Qiandiajian – 176 km

Risultati
| Pos. | Corridore        | Squadra       | Tempo    |
| ---- | ---------------- | ------------- | -------- |
| 1    | Nacer Bouhanni   | FDJ.fr        | 4h08'15" |
| 2    | Michael Matthews | Orica-GreenE. | s.t.     |
| 3    | Aleksej Catevič  | Katusha Team  | s.t.     |

| Pos. | Corridore        | Squadra       | Tempo     |
| ---- | ---------------- | ------------- | --------- |
| 1    | Nacer Bouhanni   | FDJ.fr        | 13h28'18" |
| 2    | Michael Matthews | Orica-GreenE. | a 11"     |
| 3    | Maxime Bouet     | AG2R La Mond. | s.t.      |

### 4ª tappa
- 14 ottobre: Yanqing > Mentougou Miaofeng Mountain – 150,5 km

Risultati
| Pos. | Corridore          | Squadra        | Tempo    |
| ---- | ------------------ | -------------- | -------- |
| 1    | Beñat Intxausti    | Movistar Team  | 3h43'25" |
| 2    | Daniel Martin      | Garmin-Sharp   | a 3"     |
| 3    | David López García | Sky Procycling | a 4"     |

| Pos. | Corridore          | Squadra        | Tempo     |
| ---- | ------------------ | -------------- | --------- |
| 1    | Beñat Intxausti    | Movistar Team  | 17h11'50" |
| 2    | Daniel Martin      | Garmin-Sharp   | a 10"     |
| 3    | David López García | Sky Procycling | a 13"     |

### 5ª tappa
- 15 ottobre: Piazza Tienanmen > Stadio nazionale di Pechino – 117 km

Risultati
| Pos. | Corridore      | Squadra       | Tempo    |
| ---- | -------------- | ------------- | -------- |
| 1    | Luka Mezgec    | Argos-Shimano | 2h23'56" |
| 2    | Nacer Bouhanni | FDJ.fr        | s.t.     |
| 3    | Moreno Hofland | Belkin        | s.t.     |

| Pos. | Corridore          | Squadra        | Tempo     |
| ---- | ------------------ | -------------- | --------- |
| 1    | Beñat Intxausti    | Movistar Team  | 19h35'46" |
| 2    | Daniel Martin      | Garmin-Sharp   | a 10"     |
| 3    | David López García | Sky Procycling | a 13"     |

## Classifiche finali

### Classifica generale - Maglia rossa
| Pos. | Corridore          | Squadra        | Tempo     |
| ---- | ------------------ | -------------- | --------- |
| 1    | Beñat Intxausti    | Movistar Team  | 19h35'46" |
| 2    | Daniel Martin      | Garmin-Sharp   | a 10"     |
| 3    | David López García | Sky Procycling | a 13"     |
| 4    | Rui Costa          | Movistar Team  | a 18"     |
| 5    | Romain Bardet      | AG2R La Mond.  | a 24"     |
| 6    | Tony Martin        | Omega Pharma   | s.t.      |
| 7    | Jan Bakelants      | RadioShack     | a 26"     |
| 8    | Robert Gesink      | Belkin         | s.t.      |
| 9    | Ivan Basso         | Cannondale     | s.t.      |
| 10   | Garikoitz Bravo    | Euskaltel      | a 31"     |

### Classifica a punti - Maglia verde
| Pos. | Corridore           | Squadra       | Punti |
| ---- | ------------------- | ------------- | ----- |
| 1    | Nacer Bouhanni      | FDJ.fr        | 52    |
| 2    | Luka Mezgec         | Argos-Shimano | 36    |
| 3    | Matti Breschel      | Saxo-Tinkoff  | 33    |
| 4    | Alessandro Petacchi | Omega Pharma  | 33    |
| 5    | Roberto Ferrari     | Lampre-Merida | 31    |

### Classifica della montagna - Maglia a pois
| Pos. | Corridore           | Squadra       | Punti |
| ---- | ------------------- | ------------- | ----- |
| 1    | Damiano Caruso      | Cannondale    | 49    |
| 2    | Wesley Sulzberger   | Orica-GreenE. | 35    |
| 3    | José Iván Gutiérrez | Movistar Team | 18    |
| 4    | Chad Beyer          | Champion Sys. | 17    |
| 5    | Olivier Kaisen      | Lotto-Belisol | 16    |

### Classifica giovani - Maglia bianca
| Pos. | Corridore               | Squadra       | Tempo     |
| ---- | ----------------------- | ------------- | --------- |
| 1    | Romain Bardet           | AG2R La Mond. | 19h36'10" |
| 2    | Garikoitz Bravo         | Euskaltel     | a 7"      |
| 3    | Carlos Alberto Betancur | AG2R La Mond. | s.t.      |
| 4    | Jan Polanc              | Lampre-Merida | a 17"     |
| 5    | Dominik Nerz            | BMC Racing    | s.t.      |

### Classifica a squadre - Numero giallo
| Pos. | Squadra            | Tempo     |
| ---- | ------------------ | --------- |
| 1    | BMC Racing Team    | 58h49'11" |
| 2    | Movistar Team      | a 4"      |
| 3    | AG2R La Mondiale   | a 18"     |
| 4    | RadioShack-Leopard | a 29"     |
| 5    | Sky Procycling     | a 54"     |